# Emine Çolak

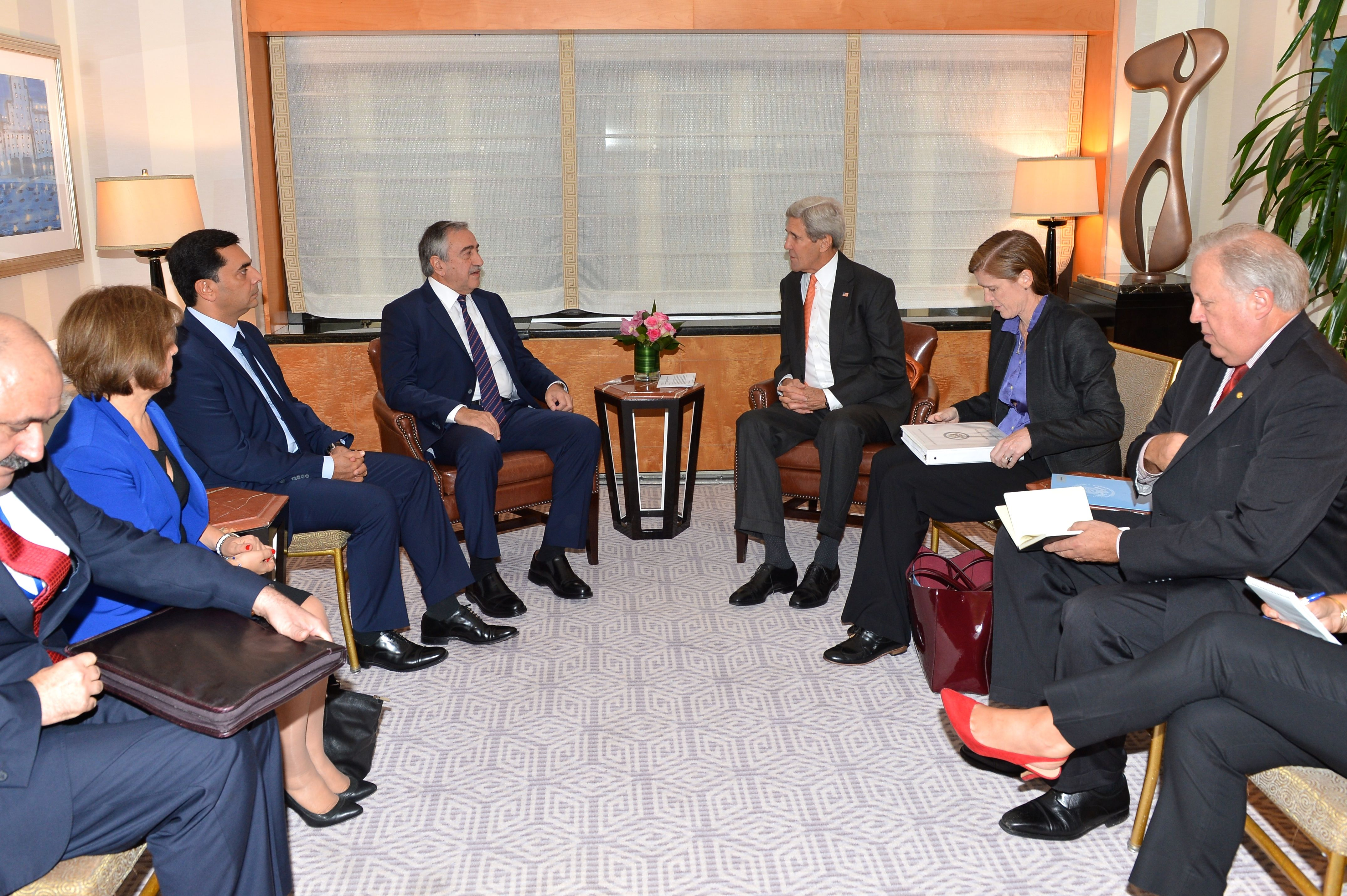
Emine Çolak (a l'esquerra, amb jaqueta blava) en una reunió entre Mustafa Akıncı, President de la RTXN, i John Kerry a Nova York.

Emine Çolak (Lefkoşa, 9 de març de 1958) és una política turcoxipriota, la primera Ministra d'afers exteriors dona de la República Turca de Xipre del Nord.

## Vida i carrera
Nascuda a Lefkoşa el 1958, és advocada de formació. És graduada de la Facultat de Dret de Londres. Va ser la primera ministra dona d'afers exteriors del RTXN entre el 16 de juliol de 2015 i el 16 d'abril de 2016, en el govern de Kalyoncu, una coalició de dos partits. El 25 d'agost de 2015 va fer una visita oficial a Turquia per entrevistar-se amb el Ministre d'Afers Exteriors de Turquia i va ser rebuda pel President de la República. Çolak ha estat membre del Consell Municipal (diputada local) de Lefkoşa o Nicosia del Nord entre 1994 i 2002. Segons un diari turcoxipriota, Çolak s'assembla molt físicament a la exPrimera Ministra de Turquia, Tansu Çiller. Emine Çolak parla bé anglès i francès, i és mare de tres fills.